# Diocèse de Denpasar
49245	9425352	.5%
Le diocèse de Denpasar (en latin : Dioecesis Denpasarensis) est une Église particulière de l'Église catholique en Indonésie, dont le siège est à Denpasar, capitale de la province de Bali.

## Histoire
La préfecture apostolique de Denpasar a été créé le 10 juillet 1950 par séparation du vicariat apostolique des petites iles de la Sonde.
Le 3 janvier 1961, la préfecture apostolique est devenue le diocèse de Denpasar, diocèse suffragant de l'archidiocèse d'Ende.

## Organisation
Le diocèse de Denpasar couvre le territoire de la province de Bali et la province des Petites îles de la Sonde occidentales.
Le diocèse compte 23 paroisses reparti en 3 doyennés :
- Bali Est
- Bali Ouest
- Petites îles de la Sonde occidentales

Le siège du diocèse est la cathédrale du Saint-Esprit de Denpasar.

## Évêques
- Uberto Hermens, S.V.D. (1950-1961)
- Paul Sani Kleden, S.V.D. (1961-1972)
- Vitalis Djebarus, S.V.D. (1980-1998)
- Benyamin Yosef Bria (2000-2007)
- Silvester Tung Kiem San (2008- )

## Source
Catholic-Hierarchy